# Хошайд, Жан-Пьер
Жан-Пьер Хошайд (нем. Jean-Pierre Hoscheid; 22 июня 1912, Биссен, Люксембург — 15 мая 1988, Эш-сюр-Альзетт) — люксембургский футболист и тренер, выступавший на позиции вратаря. С 1948 по 1949, главный тренер сборной Люксембурга.

## Биография

### Карьера игрока
Родился в городе Биссен. На профессиональном уровне выступал за клуб «Женесс», с которым в сезоне 1936/1937, стал обладателем чемпионата и кубка страны. Играл за сборную с 1935 по 1939, участник летних Олимпийских играх 1936. 

### Карьера тренера
После завершения игровой карьеры стал тренером. С 1948 по 1949 год, совместно Юлесом Мюллером и Альбертом Ройтером руководил сборной Люксембурга по футболу на летних Олимпийских играх 1948. В качестве главного тренера провёл 27 матчей за сборную. 
Скончался 15 июля 1988 года в Эш-Сюр-Альзетт.

## Достижения
«Женесс»
- Чемпионат Люксембурга: 1936/1937
- Кубок Люксембурга: 1936/1937